# GM Возничего
GM Возничего (лат. GM Aurigae) — одиночная переменная звезда в созвездии Возничего на расстоянии приблизительно 520 световых лет (около 160 парсеков) от Солнца. Видимая звёздная величина звезды — от +13,9m до +13,1m. Возраст звезды оценивается как около 1 млн лет.

## Характеристики
GM Возничего — оранжевый карлик, эруптивная орионова переменная звезда типа T Тельца (INT) спектрального класса K3Ve(T)-M0, или K6, или K5. Масса — около 1,05 солнечной, радиус — около 1,31 солнечного, светимость — около 0,546 солнечной. Эффективная температура — около 4339 К.

## Планетная система
В 2004 году группа астрономов из Рочестерского университета, используя космический телескоп НАСА Спитцер, обнаружила свидетельства существования планеты вокруг молодой звезды GM Возничего.